# Chalette-sur-Voire
Chalette-sur-Voire é uma comuna francesa na região administrativa de Grande Leste, no departamento de Aube. Estende-se por uma área de 5,64 km². Em 2010 a comuna tinha 131 habitantes (densidade: 23,2 hab./km²).